# Freddy Grisales
Freddy Indurley Grisales (Medellín, 22 september 1975) is een voormalig voetballer uit Colombia, die speelde als middenvelder. Hij beëindigde zijn loopbaan in 2011 bij de Colombiaanse club Deportivo Cali.

## Clubcarrière
Grisales, bijgenaamd Pictoro en Totono, speelde als aanvallende middenvelder. Hij maakte zijn debuut in het profvoetbal in het seizoen 1996/97 als speler van Atlético Nacional. Grisales speelde eveneens clubvoetbal in Argentinië gedurende zijn carrière.

## Interlandcarrière
Grisales kwam 41 keer uit voor het Colombiaans voetbalelftal en scoorde zes keer voor zijn vaderland in de periode 1999–2008. Onder leiding van bondscoach Javier Álvarez maakte hij als speler van Atletico Nacional zijn debuut voor Los Cafeteros op 22 april 1999 in de vriendschappelijke uitwedstrijd tegen Paraguay (0-2) in Luque, net als Juan Carlos Ramírez. Hij nam dat jaar met zijn vaderland deel aan de strijd om de Copa América. Twee jaar later won hij het toernooi met Colombia.

## Erelijst
Atlético Nacional
- Landskampioen

1999